# Пуерто Реал (Порторико)
Пуерто Реал (шп. Puerto Real) град је у америчкој острвској територији Порторико, острвској држави Кариба.

## Демографија
По попису из 2010. године број становника је 5.983, што је 183 (-3,0%) становника мање него 2000. године.
| Група             | 2000.         | 2010.         |
| Белци             | 34 (0,6%)     | 34 (0,6%)     |
| Афроамериканци    | 274 (4,4%)    | 416 (7,0%)    |
| Азијати           | 0 (0,0%)      | 4 (0,1%)      |
| Хиспаноамериканци | 6.125 (99,3%) | 5.941 (99,3%) |
| Укупно            | 6.166         | 5.983         |